# Ana María Catalá
Ana María Catalá Fernández (Madrid, 20 de julio de 1993) es una jugadora de fútbol española. Juega de defensa y su equipo actual es el Madrid CFF de la Primera División de España. Previamente jugó en el Rayo Vallecano.

## Comienzos
Ana María empezó a jugar al fútbol con 6-7 años en el colegio, como muchos niños de esa edad fue cuando su profesor de Educación Física se dio cuenta de sus habilidades y le recomendó que se apuntara a la extraescolar de fútbol del colegio. Después de federarse, comenzó a jugar en el Canillas benjamines.
Al llegar a la edad máxima de poder jugar en un equipo mixto, tras conseguir gran cantidad de firmas en su apoyo y habiéndose reunido numerosas veces con el presidente de la Federación de Madrid, consiguió ampliar su afiliación en el equipo mixto (en parte por su persistencia se ha ampliado la edad máxima hasta los 14 años a día de hoy). 

## Trayectoria
Su primer equipo de la categoría Sub-17 femenina fue el Rayo Vallecano, incorporándose posteriormente al Madrid C. F. F., su club actual
Al mismo tiempo formó parte de la Selección madrileña y jugó con la española Sub-17.

### Selección nacional
| Año     | Partidos | Tarjetas | Tarjetas |
| Año     | Partidos | Amarilla | Roja     |
| ------- | -------- | -------- | -------- |
| 2019-20 | 9        | 0        | 0        |
| 2018-19 | 23       | 0        | 1        |
| 2017-18 | 29       | 2        | 0        |

El gol de Ana María en el partido de la selección española Sub-17 contra Irlanda en 2010 le valió el título a España.
| Año          | Sede  | Campeón | Final Resultado | Subcampeón | Tercer lugar | Resultado | Cuarto lugar |
| ------------ | ----- | ------- | --------------- | ---------- | ------------ | --------- | ------------ |
| 2010 Detalle | Suiza | España  | 0:0 (4-1 p.p.)  | Irlanda    | Alemania     | 3:0       | Países Bajos |

## Actualidad
Ana María Catalá es graduada del Instituto Nacional de Educación Física. Ante la imposibilidad de substituir únicamente del fútbol femenino, se dedica también al entrenamiento infantil.
Finalmente, debido a la desigualdad de género en el fútbol, Ana María tuvo que abandonar este deporte en el 2021 y dedicarse de lleno a su otra profesión, debido a la falta de apoyo económico, al fútbol femenino profesional.